# Biros Péter
Biros Péter (Miskolc, 1976. április 5. –) háromszoros olimpiai bajnok vízilabdázó.

## Sportpályafutása

### –2000
A sportolást úszóként kezdte. 14 éves korában lett vízilabdázó, ami mellett kézilabdázott is. 17 évesen a Veszprém kézilabda csapatához került. Ekkor rövid időre a leállt a vízilabdázással. Ezt követően az Eger játékosa lett. 1997-ben mutatkozott be a válogatottban. Ugyanebben az évben az UTE-hoz igazolt. Csapatával 1998-ban negyeddöntős, 1999-ben LEN-kupa győztes lett. A válogatottban nem sikerült stabilizálnia a helyét, de végül az 1999-es firenzei Eb-n ott lehetett, ahol aranyérmes lett. Biros a döntőben klasszis teljesítményt nyújtva 5 gólt szerzett.
Az 1999-es Világ kupán, Sydneyben szintén első lett, majd a horvát Primorje Rijekához szerződött. Csapatával a LEN-kupa negyeddöntőjéig jutott.  A bajnokság után horvát, olasz és magyar ajánlatai is voltak. Végül a Bečej csapatához szerződött. A 2000-es olimpián az aranyérmet szerzett magyar csapat tagja volt, amely elnyerte az év magyar csapata címet is.

### 2001–2004
Az új csapatával a Bajnokok Ligájában szerepelt 2001-ben, de címvédőként a negyedik helyen végeztek. 2001 májusában Domino-BHSE-hez igazolt, majd a budapesti Eb-n harmadik, a fukuokai vb-n ötödik helyezést szerzett. Decemberben megválasztották az év vízilabdázójának.
A Honvédnál nem kezdődött szerencsésen a pályafutása. Előbb a Vasastól szenvedtek vereséget a Szuper kupában, majd az FTC ellenében kiestek a Magyar kupa elődöntőjében. A folytatásban a csapattal megnyerték a magyar bajnokságot, a BL-ben pedig a döntőig jutottak. A válogatottal a világligában bronz-, a világ kupán ezüstérmes lett.
A következő szezonban a Honvéd ismét megnyerte a bajnokságot és elbukott a BL-döntőben. A magyar kupában ismét az elődöntőben estek ki. A válogatottban az EB-n bronzérmet szerzett, majd Barcelonában világbajnok lett. Biros a döntőben három gólt szerzett. A nyarat Világliga győzelemmel zárta. Az év végén ismét a legjobb vízilabdázónak választották.
2004-ben klubjával magyar bajnok és Euroliga, valamint európai Szuperkupa győztes lett. A válogatottal világligát és olimpiát nyert.

### 2005–2008
2005-ben ismét bajnoki címet szerzett. A BHSE az Euroligában a döntőben maradt alul. A montreali világbajnokságon a válogatott második helyen zárt. Birost beválasztották a vb All Star-csapatába. Az augusztusi Világliga-döntőben szintén ezüstérmes lett. Az évet a Honvéd magyar Szuperkupa győzelmével és harmadik év pólósa címével zárta.
A következő évben sérülése miatt több hónapos kihagyásra kényszerült. A Domino magyar bajnok és kupagyőztes lett, az Euroligában a negyeddöntőig jutott. A válogatottal egy Európa-bajnoki és egy világ kupa ezüstöt szerzett.
2007 az ezüstök éve lett Biros számára. Második lett a bajnokságban, a vb-n és a világligában. A 2007–2008-as szezontól az Eger játékosa lett. Új csapatával az év végén magyar kupa-győztes lett.
A következő évben ismét bajnoki ezüstérmes és magyar kupa-győztes lett. Az Euroligából a selejtezőkben kiestek, majd a LEN-kupában folytathatták, ahol a döntőben buktak el. A válogatottal harmadszor is olimpiai bajnok lett és bekerült a torna All Star csapatába. Az Eb-n pedig bronzérmet szerzett és a legértékesebb játékosnak választották. Az olimpia után egy cisztát kellett eltávolítani a szívéről. Az év végén a tagországok szavazata alapján elnyerte a LEN Az év európai vízilabdázója címét, majd pedig a Swimming World Magazine választotta a szezon legjobbjának.

### 2009–2012
2009-ben ötödik volt a világbajnokságon. Szeptemberben bejelentette, hogy 2010-ben csak a klubcsapatában, de 2010 márciusától újra a válogatott rendelkezésére állt. A FINA az évtized második legjobb játékosának választotta. Az Európa-bajnokságon negyedik helyen végzett. 2011-ben öt év után nyert ismét magyar bajnokságot. A sanghaji vb-n negyedik helyezést szerzett. Az év végén ötödik alkalommal választották a legjobb hazai játékosnak. 2012-ben bronzérmes volt az Európa-bajnokságon, ötödik az olimpián. Az olimpiai megnyitón Biros vihette a magyar zászlót.

### 2013–2016
2016 januárjában bejelentette, hogy befejezi játékos pályafutását és a következő szezontól az Eger női csapatának vezető edzője lesz. Október 9-én gálamérkőzést rendeztek a tiszteletére.

### Kiemelkedő eredményei
- Olimpiai bajnok (Sydney 2000, Athén 2004, Peking 2008)
- Európa-bajnok (1999), Eb-ezüstérmes (2006), Eb-bronzérmes (2001,  2003,2008)
- Világkupa-győztes (1999), Világkupa-ezüstérmes (2002, 2006)
- Világliga győztes (2003, 2004)
- Európai Nemzetek Ligája-győztes (2000)
- Jugoszláv bajnok és kupagyőztes (2001, Becsej)
- BL-4. (2001), BL-győztes (2004, Domino-BHSE), BL döntős (2002, 2003 Domino-BHSE)
- LEN-kupa-győztes (UTE, 1999)
- Horvát gólkirály (Primorje Rijeka, 2000) - 182 találattal
- Eb-gólkirály (2001)
- Magyar gólkirály (2002)
- Magyar bajnok (2002, 2003, 2004, 2005, 2006 Domino-BHSE)
- Magyar kupa-győztes (2007, 2008)
- Világbajnok (2003)
- Világbajnoki ezüstérmes (2005, 2007)
- Magyar Szuperkupa győztes (2005)
- Európai Szuper Kupa (2005 Domino-BHSE)

## Díjai, elismerései
- Az év magyar vízilabdázója (2001, 2003, 2005, 2008, 2011)
- A Magyar Köztársasági Érdemrend tisztikeresztje (2000)
- A Magyar Köztársasági Érdemrend középkeresztje (2004)
- A Magyar Köztársasági Érdemrend középkeresztje a csillaggal (2008)
- Eger díszpolgára (2008)
- Budapest díszpolgára (2008)
- Az év európai játékosa (LEN) (2008)
- A világ legjobb férfi vízilabdázója (Swimming World) (2008)
- UNESCO Fair Play díj (2009)
- Miskolc díszpolgára (2011)
- Miniszteri elismerő oklevél (2012)
- Az úszósportok Hírességek csarnoka tagja (2015)[6]